# Промист Ланд (Јужна Каролина)
Промист Ланд (енгл. Promised Land) насељено је место без административног статуса у америчкој савезној држави Јужна Каролина.

## Демографија
По попису из 2010. године број становника је 511, што је 48 (-8,6%) становника мање него 2000. године.
| Група             | 2000.       | 2010.       |
| Белци             | 12 (2,1%)   | 21 (4,1%)   |
| Афроамериканци    | 536 (95,9%) | 481 (94,1%) |
| Азијати           | 5 (0,9%)    | 2 (0,4%)    |
| Хиспаноамериканци | 6 (1,1%)    | 4 (0,8%)    |
| Укупно            | 559         | 511         |